# ボクサー骨折
ボクサー骨折（ボクサーこっせつ）は、手のナックル（中手指節関節）近くの5番目の中手骨が骨折した状態のことである。時によっては4番目の中手骨の骨折を示す場合もある。症状には痛みと中手指節関節の沈みがあげられる。
一般的に拳を握った状態で手が物にぶつかり生じる。その際、中手指節関節が手のひら側に折り曲げられる。 診断は一般的に疑われる症状とX線により確認される。
骨折角度が70度以下の場合に用いるバディーテーピングとテンソル包帯の処置の効果のほとんどは副木で固定する処置の効果とさほど変わらない。骨折角度が70度以上または骨折した指が回転している場合は副木で固定する処置が勧められる。
手の骨折の20%はボクサー骨折である。女性より男性に多く診られる。一般的に短期的および長期的な治療による効果は高い。しかし、一般的に中手指節関節の変形が残る場合がある。